# Ґерард де Крейфф
Ґерард де Крейфф (нід. Gerard de Kruijff, 27 січня 1890 — 16 жовтня 1968) — нідерландський вершник.
Олімпійський чемпіон 1924 (командне триборство), 1928 (командне триборство) років, срібний призер 1928 року в індивідуальному триборстві.